# Медаља за војничке врлине (Република Српска)
Медаља за војничке врлине је установљена 1993. године системом одликовања Републике Српске дефинисаним Уставом Републике Српске у коме се каже: медаље су јавно државно признање Републике Српске које се додјељују лицима или колективима за једнократне изузетне заслуге и дјела, која су по својој природи непоновљива и јединствена, односно за добро обављену дужност или службу или за учествовање у одређеном догађају.
Медаља за војничке врлине има једну класу и додјељује се припадницима оружаних снага Републике Српске за примјерно владање и за нарочито истицање у познавању и обављању војних дужности.
Натпис на медаљи гласи: (Приказ српског војника) За војничке врлине, Република Српска.